# Palazzo Gherardi

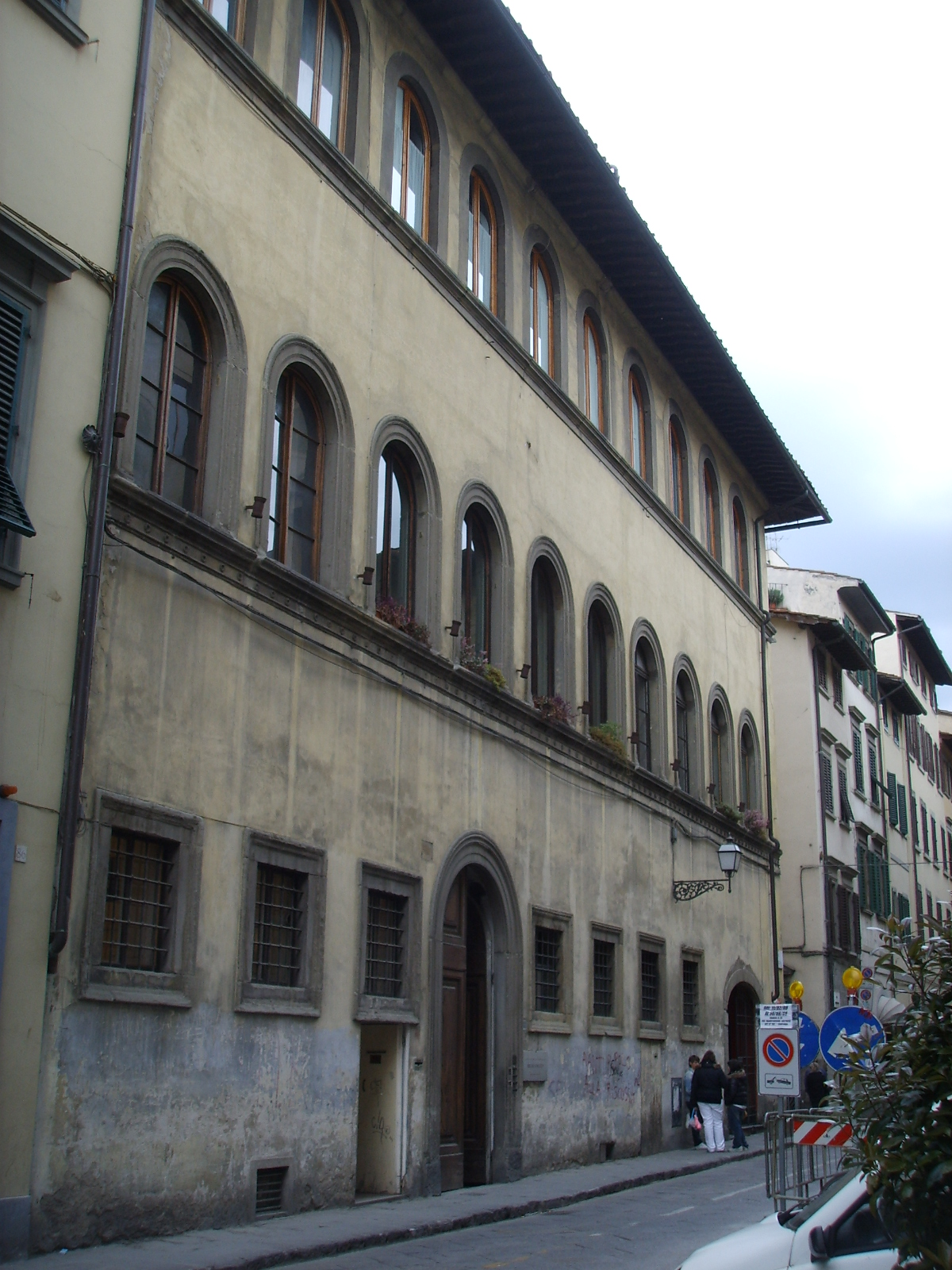
Palazzo Gherardi

Der Palazzo Gherardi ist ein Palast aus dem 15. Jahrhundert an der Via Ghibellina 88 in Florenz im Baustil des Übergangs zwischen Mittelalter und Renaissance.
Das Gebäude weist zur Straße hin eine große Fassade auf. Im Erdgeschoss befinden sich zwischen quadratischen in Steinrahmen gefassten Fenstern der Haupteingang und der kleine ehemalige Dienstboteneingang. Die beiden oberen Stockwerke sind gekennzeichnet durch Gesimse und Fensterreihen mit eng nebeneinander liegenden einbogigen Nischen.
Im Inneren befindet sich eine Treppe mit Steinbalustrade sowie ein kleiner Innenhof, zu dem sich im ersten Stock Balkon richtet. An den zum Hof gerichteten Außenwänden befinden sich durch achteckige Säulen gestützte Rundbögen.
Heute befindet sich im Palazzo Gherardi die Sprachschule Michelangelo.